# Paulo Barbosa de Campos Filho
Paulo Barbosa de Campos Filho (Rio Claro, 4 de janeiro de 1901 - 1983) foi um jurista paulista.
Formou-se pela Faculdade de Direito da Universidade de São Paulo, na turma de 1923. Foi advogado militante na Capital, integrando o antigo Departamento Jurídico da Prefeitura Municipal de São Paulo, onde ocupou o cargo de diretor. Exerceu o cargo de prefeito interino da Capital de São Paulo, (no período de 1 de fevereiro de 1938 a 15 de fevereiro de 1938). Foi primeiro presidente do Instituto dos Advogados de São Paulo, e também conselheiro da Ordem dos Advogados do Brasil. Professor catedrático da Pontifícia Universidade Católica e livre docente da Faculdade de Direito da Universidade de São Paulo. Foi desembargador do Tribunal de Justiça do Estado de São Paulo.
Foi casado com Maria Quinta de Morais, sendo seus filhos, Maria Norma, José Anísio e Paulo.[carece de fontes?]
Homenageado com a "Praça Desembargador Paulo Barbosa de Campos Filho", na Capital de São Paulo.